# Léon Aurousseau
Pour les articles homonymes, voir Aurousseau.
Léonard Léon Aurousseau (Saint-Estèphe, 10 septembre 1854 - Hôpital du Val-de-Grâce à Paris 5e, 14 septembre 1914) était un officier français qui a servi en Algérie, en Tunisie, en Indochine, et qui meurt au combat lors de la Grande Guerre dans les Ardennes belges avec ses deux fils.

## Guerre de 1870
Né le 10 septembre 1854 à Saint-Estèphe, dans le département de la  Dordogne, il n'a pas encore 16 ans lorsque débute la guerre franco-prussienne de 1870. Comme beaucoup de jeunes de sa génération, l'annonce des défaites de l'armée impériale l'incite à s'engager pour tenter de venger l'humiliation des premières batailles. Le 22 octobre, il souscrit un engagement volontaire pour la durée de la guerre. C'est à l'Armée de la Loire qu'il connaît son baptême du feu. Passé ensuite à l'Armée de l'Est, il en subit le sort, ce qui lui vaut d'être interné quelque temps en Suisse.

## Avant1914
Une fois libéré, il s'engage une seconde fois, en octobre 1871, au titre du 2e Zouaves. Commence alors une carrière intégralement consacrée à l'infanterie. Homme de troupe puis sous-officier, il sert tout d'abord au 2e Zouaves puis au  12e bataillon de chasseurs à pied. Après avoir suivi les cours de l'École militaire d'infanterie de Saint-Maixent, il est nommé sous-lieutenant le 30 avril 1880. 
C'est au 3e RTA qu'en 1880 il commence sa nouvelle carrière d'officier. Avec lui, il sert en Algérie et en Tunisie. En décembre 1884, il est nommé lieutenant et passe au  1er RTA L'année suivante il part pour l'Indochine, où il rejoint le  1er régiment de tirailleurs tonkinois.
Il rentre en France en 1888 et termine son temps de lieutenant au 19e RI.

Capitaine le 29 mars 1889, il est muté au 63e RI.

Il quitte ce régiment limousin quelques années plus tard, pour être nommé major du 50e RI, l'un des deux régiments implantés en Dordogne (à Périgueux, en l'occurrence). Pour la première fois, sa carrière le ramène dans son Périgord natal. Il sert toujours au 50e RI lorsqu'il est nommé chef de bataillon, le 25 avril 1900, puis lorsqu'il est promu lieutenant-colonel, en décembre 1907. 
Il accède au grade de colonel le 25 décembre 1911 et prend brièvement la tête du 146e RI, à Toul, avant de revenir dans le Périgord dès l'année suivante. C'est en 1912 en effet qu'il devient chef de corps du 108e RI, en garnison à Bergerac. Pendant deux ans, il marque profondément la vie de la petite ville de garnison. C'est un homme respecté, dont les décorations illustrent la carrière mouvementée. Promu commandeur de la Légion d'honneur le 31 décembre 1913 (ce qui n'est pas fréquent pour un officier de son grade, la plupart des colonels n'étant encore qu'officiers, voire chevaliers), il est décoré au cours d'une revue militaire le 16 janvier 1914 à Bergerac, par le général de division Henri de Pourquéry de Péchalvès, ancien gouverneur militaire de Verdun, en retraite à Bergerac où il a des attaches familiales. Il est également titulaire de la médaille du Tonkin, de la médaille coloniale (agrafe "Tunisie"), de la médaille commémorative de la guerre 1870-1871, officier de l'Ordre royal du Cambodge, officier de l'ordre du Dragon d'Annam et officier de l'ordre tunisien du Nichan Iftikhar…! Bien peu de chefs de corps peuvent alors se vanter d'avoir un tel palmarès !

## Première Guerre mondiale
Atteint par la limite d'âge, il doit partir à la retraite en septembre 1914. La guerre va en décider autrement. Le 1er août 1914, dans l'enthousiasme patriotique qui électrise la dernière retraite aux flambeaux organisée à Bergerac par son régiment, il déclare : « Je suis heureux de partir à la tête de mon régiment et avec mes deux fils… À ma médaille de 1870 j'espère joindre la médaille victorieuse de 1914 ». Car c'est toute la famille Aurousseau qui part pour la guerre : si le père est colonel du 108e RI, l'un de ses fils est sous-lieutenant de réserve au 144e RI de Bordeaux et l'autre sert comme sous-officier au 108e RI.
Avec le  12e Corps, auquel appartient son régiment, le colonel Aurousseau combat tout d'abord dans les Ardennes belges. La bataille du 22 août, à l'ouest de Neufchâteau, est un cruel et meurtrier apprentissage de la guerre moderne. Elle touche d'autant plus le chef du 108e que son fils, le sergent René Aurousseau, y trouve la mort. L'échec de la bataille des frontières étant consommé, débute alors une retraite sans fin qui, des rives de la Semois, conduit le 108e RI sur la Marne. Le 8 septembre, alors que commence la bataille dont dépend le sort des armes, une balle brise la cuisse d'Aurousseau. De cette grave blessure, il ne se remettra pas. Il meurt le 14 septembre 1914 à l'hôpital du Val-de-Grâce où il avait été transporté.
Son corps est rapatrié à Bergerac, où il est enterré le 26 octobre. Ses obsèques sont célébrées avec la participation d'un détachement du 96e Territorial, commandé par le chef de bataillon Champ. La disparition de cette figure de la vie locale, homme respecté et officier admiré, cause une émotion aussi vive que sincère chez les Bergeracois. La mort presque simultanée au champ d'honneur du père et de ses deux fils (l'aîné tué le 20 août et le cadet tombé le 22) fait beaucoup pour marquer les esprits. De nombreuses gerbes accompagnent le corbillard enveloppé d'un drapeau sur lequel repose la cravate de commandeur de la Légion d'honneur et la médaille de 1870 du défunt. Au cimetière, le commandant Mano et le sous-préfet Tavera prononcent un discours et retracent la carrière du grand soldat.

## Vie personnelle
Léon Aurousseau est l'époux de Marie Hélène Berthe Chabrol.
Il est le père de Léonard Aurousseau né en 1888, archéologue et sinologue, qui a passé une grande partie de sa vie en Indochine en étant précepteur de l'empereur d'Annam Duy Tân (1899-1945), puis mobilisé pendant la première guerre mondiale en 1916, il rejoint la France, en étant affecté en Sibérie. Il deviendra directeur de l'École française d'extrême-orient de 1926 à 1929.

## Distinctions
- Commandeur de la Légion d'honneur
- Croix de guerre 1914-1918
- Médaille commémorative de l'expédition du Tonkin
- Officier de l'ordre du Dragon d'Annam

### Sources
- Légion d'honneur : Base Léonore Dossier : LH/77/62 - courrier de Nicole Nicolas 1989
- Revue L'Illustration : AUROUSSEAU colonel L'Illustration, planche no 3 AUROUSSEAU Henri L'Illustration, planche no 42 AUROUSSEAU René L'Illustration, planche no 3 AUROUSSEAU Roger L'Illustration, planche no 3